# Platyglanis depierrei
Platyglanis depierrei — єдиний вид роду Platyglanis підродини Auchenoglanidinae родини Claroteidae ряду сомоподібних.

## Опис
Загальна довжина сягає 17,2 см. Голова сильно сплощена зверху. Очі маленькі. Є 4 пари коротеньких вусів. Тулуб змієподібний. Спинний та анальний плавці низькі та довгі, проте останній довший за спинний. Грудні плавці невеличкі, витягнуті. Хвостовий плавець короткий, округлої форми.
Забарвлення однотонне, коричневе.

## Спосіб життя
Є демерсальною рибою. Воліє до прісної води. Зустрічається у невеличких річках, часто на мілині. Вдень ховається біля дна. Полює на здобич вночі. Живиться водними безхребетними та дрібною рибою.

## Розповсюдження
Мешкає у басейні річка Санага (Камерун).